# Karol Nowakowski (dyplomata)

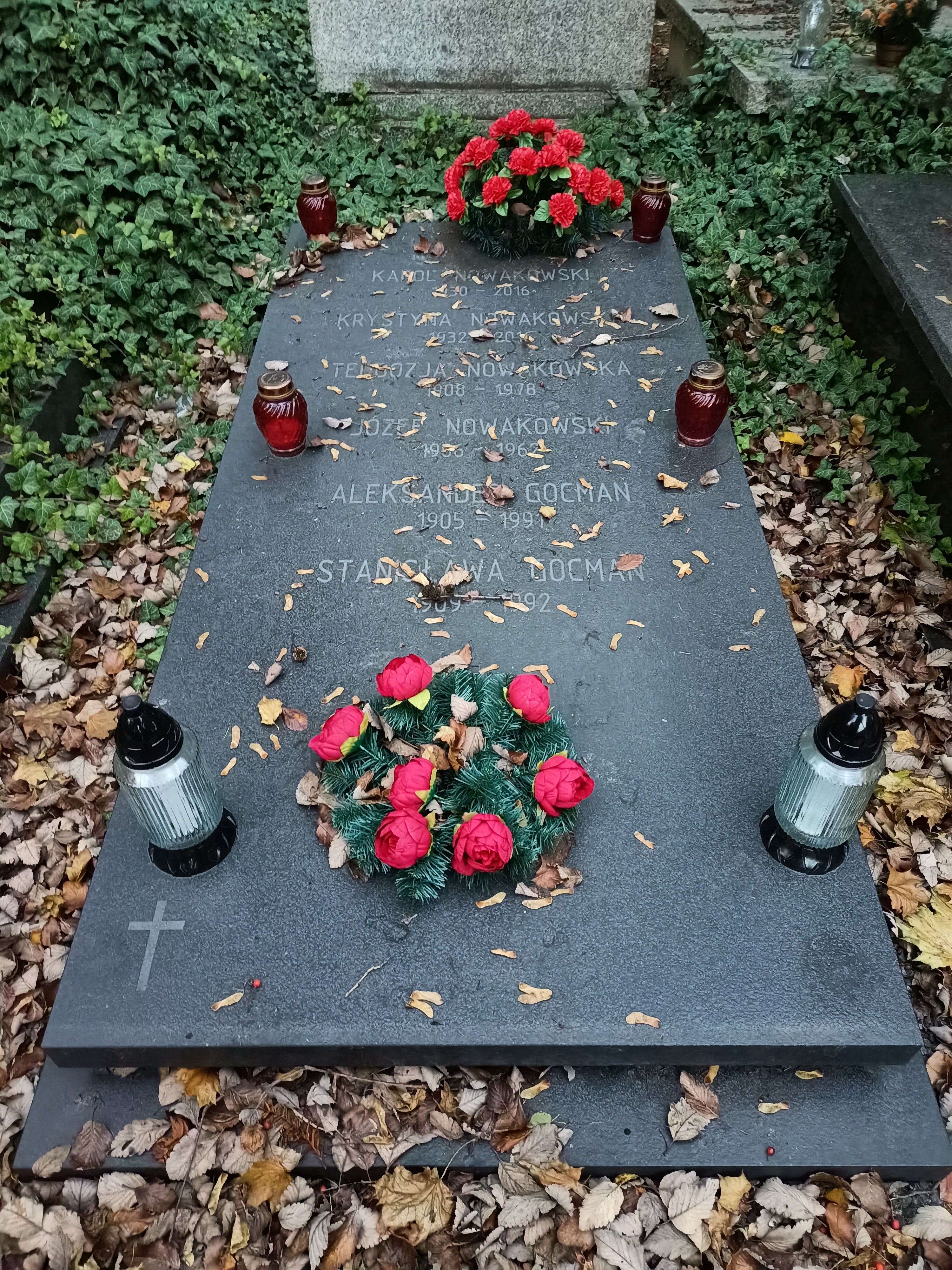
Grób Karola Nowakowskiego na cmentarzu Wojskowym na Powązkach

Karol Jan Nowakowski (ur. 3 października 1930 w Brześciu Kujawskim, zm. 23 września 2016 w Warszawie) – polski urzędnik i dyplomata, dwukrotnie ambasador w Norwegii (1980–1985, 1988–1992).

## Życiorys
Karol Nowakowski urodził się w rodzinie robotniczej. Ukończył studia na Wydziale Prawa i Administracji Uniwersytetu Warszawskiego. W latach 1954–1960 pracował w Kancelarii Rady Państwa i Kancelarii Sejmu, m.in. jako sekretarz Komisji Wymiaru Sprawiedliwości i Komisji Spraw Zagranicznych. Pracował w Ministerstwie Spraw Zagranicznych, gdzie dwukrotnie pełnił funkcje dyrektora generalnego: od 1972 do 10 lipca 1980 oraz od 12 kwietnia 1985 do 12 lutego 1988. W latach 1980–1985 oraz 1988–1992 był ambasadorem w Królestwie Norwegii, z akredytacją w Republice Islandzkiej. Był członkiem Polskiej Zjednoczonej Partii Robotniczej.
Syn Józefa i Teodozji. Pochowany na Cmentarzu Wojskowym na Powązkach w Warszawie.